# Robustaurila ishizakii
Robustaurila ishizakii is een mosselkreeftjessoort uit de familie van de Hemicytheridae. De wetenschappelijke naam van de soort is voor het eerst geldig gepubliceerd in 1980 door Okubo.